# Рок-опера (театр)
Санкт-Петербу́ргский теа́тр «Рок-о́пера» — музыкальный театр в Санкт-Петербурге.
В репертуаре театра — рок-оперы, мюзиклы и детские музыкальные спектакли.

## История театра и его постановки
Летом 1966 года в Ленинграде на базе известного не только в нашей стране ансамбля «Дружба» родился ВИА «Поющие гитары» (руководитель и основатель — Анатолий Васильев). В творческом развитии коллектива наблюдается тенденция: попробовать себя в больших формах. Предтечей рок-оперы у «Поющих гитар» была композиция «Саласпилс». А летом 1975 года в оперной студии при Консерватории состоялась премьера зонг-оперы «Орфей и Эвридика» (в то время слово «рок» на советской эстраде не использовалось). Постановка имела большой успех. Элитный показ в Москве (без афиш, только для своих), в ДК газеты «Правда», вызвал большой интерес даже у партийных работников.
В 1979 году была поставлена авангард-опера «Фламандская легенда» (о Тиле Уленшпигеле), но сложность музыкального восприятия предопределила «не кассовый» характер спектакля, поэтому в 1981 году он сошёл со сцены. Репертуар требовал новых опер. В 1982 году выпустили оперу «Гонки», которая просуществовала всего 3 месяца, поскольку в Советском Союзе, как утверждала культурно-комсомольская пресса, отсутствовало то, что стало темой этого произведения — проституция, наркомания, валютные махинации и прочие мафиозные дела.
В 1985 году Анатолий Васильев по состоянию здоровья ушёл из созданного им ансамбля «Поющие гитары». Художественным руководителем театра стал Владимир Подгородинский.
31 декабря 1985 года в ДК им. Капранова состоялась премьера оперы-мистерии «Юнона и Авось».
С 1989 года ВИА «Поющие гитары» стал называться государственным театром «Рок-опера». Театр до сих пор не имеет собственной сценической площадки.
К 1000-летию Православной Церкви театр поставил всемирно известную рок-оперу «Иисус Христос — суперзвезда». Спектакль получил благословение от Церкви. Хороший литературно-художественный перевод, в отличие от московского, звездно-пластиночного, имел успех в Америке. (Заметим, что театр им. Моссовета поставил эту рок-оперу на год позже «Рок-оперы».)
В 1991 году театр участвовал в частно-государственном круизе «250 лет Русской Америке». На русском языке исполнялась рок-опера «Иисус Христос — суперзвезда». «Юнона» и «Авось» была сыграна в форте «Росс», недалеко от Сан-Франциско — именно в тех местах, где происходили события, лёгшие в основу произведения.
В декабре 2003 года зонг-опера «Орфей и Эвридика» была внесена в Книгу рекордов Гиннесса
как мюзикл, максимальное количество раз сыгранный одним коллективом — на момент регистрации рекорда спектакль исполнялся 2350-й раз.
Жанр рок-оперы, и в целом современного музыкального спектакля, очень молод. В отличие от драматических и классических музыкальных театров, репертуар произведений этого направления сравнительно невелик. Многие постановки театра «Рок-опера» являются самостоятельными произведениями, написанными специально для театра. В среднем каждые два года зрителям представляется новый спектакль. Вот премьеры последнего десятилетия: 2002 — «Корабль дураков» А. Клевицкого, 2004 — «Куда путь держишь, ваше благородие?..» («Капитанская дочка»), 2005 — «Синяя птица», 2008 — «Кентервильское привидение», 2009 — «Безымянная звезда».
В процессе «оптимизации культуры» в начале 2010 года театр лишился государственного финансирования и был реорганизован. Тем не менее, в июле 2010 года состоялось 2000-е исполнение оперы-мистерии А. Рыбникова «Юнона и Авось», а в конце года театр представил зрителям очередной новый спектакль — рок-оперу В. Калле «Ромео и Джульетта».
2015 год знаменателен двумя большими событиями — музыкальная комедия «Кентервильское привидение» получила новую редакцию. Спектакль стал называться «Призрак». Режиссёр Р. Камхен. Р. Никитиным адаптирована музыкальная составляющая спектакля. Сотрудничество с Грузией. По приглашению директора Г. Микеладзе и режиссёра-постановщика З. Сихарулидзе ведущие солисты театра засл. арт. РФ В. Дяденистов, засл. арт. РФ А. Кавин, В. Ногин приняли участие в международном музыкальном проекте, исполнив рок-оперу «Иисус Христос — суперзвезда» в Батумском государственном музыкальном центре.
Все произведения исполняются «вживую».

## Репертуар театра

### Рок-оперы и мюзиклы
- 1975 — Ю. Димитрин/А. Журбин «Орфей и Эвридика»
- 1979 — Ю. Димитрин, Ю. Ким/Р. Гринблат «Фламандская легенда»
- 1980 — Ю. Принцев, А. Палей/А. Васильев, С. Самойлов «Гонки»
- 1985 — А. Вознесенский/А. Рыбников «Юнона» и «Авось»
- 1988 — П. Грушко/А. Журбин «Монарх, Блудница и Монах»
- 1990 — Т. Райс/Э. Ллойд Уэббер «Иисус Христос — суперзвезда»
- 1992 — В. Каменский/В. Калле «Степан Разин»
- 1999 — Ю. Димитрин/А. Журбин «Орфей и Эвридика» (новая редакция)
- 2002 — Н. Денисов/А. Клевицкий — «Корабль Дураков»
- 2004 — А. Шульгина/А. Петров, О. Петрова «Куда путь держишь, ваше благородие?..»
- 2008 — В. Вербин/В. Калле «Кентервильское привидение»
- 2009 — М. Ромашин, Ф. Гройсман/М. Самойлов «Безымянная звезда»
- 2010 — У. Шекспир, перевод Б. Пастернака/В. Калле «Ромео и Джульетта»
- 2012 — Г. Спектор, Г. Геловани/А. Журбин «Брак по-французски»
- 2015 — В. Вербин/В. Калле, Р. Никитин «Призрак» («Кентервильское привидение» — новая редакция)
- 2018 — Б. Бирман/С. Колмановский «Ясон и Медея»

### Детские спектакли
- 1996 — Н. Денисов/В. Калле «Гадкий утёнок, или баллада о волшебных крыльях»
- 1999 — Е. Лапейко/В. Калле «Сказка о мёртвой царевне и семи богатырях»
- 2005 — В. Вербин/А. Петров, О. Петрова «Синяя птица»
- 2013 — А. Туркичев, К. Смирнов/А. Туркичева «Василиса премудрая»

## Текущий репертуар театра и действующие исполнители на 2016 год

### Иисус Христос — суперзвезда
| Иисус           | засл. арт. РФ В. Дяденистов   | Я. Баярунас |
| Иуда            | В. Ногин                      | В. Пронин   |
| Мария Магдалина | Т. Ворончихина                | А. Зайцева  |
| Понтий Пилат    | засл. арт. РФ Б. Вивчаровский |             |
| Кайафа          | Р. Никитин                    | К. Смирнов  |
| Анна            | засл. арт. РФ А. Кавин        | В. Ногин    |
| Пётр            | А. Кашапов                    | Я. Баярунас |
| Ирод            | засл. арт. РФ А. Трофимов     | К. Шлюев    |

#### Цензура
В октябре 2016 года стало известно об отмене гастрольных выступлений театра в Омске. Против исполнения рок-оперы на сцене Омского музыкального театра выступило местное православное общественное движение. В то же время представитель Владимира Дяденистова заявила, что он «благословлён на эту роль своим духовником», а сама постановка более приближена к евангельским текстам, чем оригинальная версия.

### Ромео и Джульетта
| Ромео              | А. Осинин                     | И. Васильев         | Я. Баярунас |
| Джульетта          | А. Мурзагалиева               | П. Плавская         | К. Трухина  |
| Парки, богини рока | М. Евенко/А. Мурзагалиева     | Н. Журба/К. Трухина | П. Плавская |
| Меркуцио           | В. Ногин                      | В. Пронин           |             |
| Тибальт            | В. Пронин                     | Д. Голощапов        | К. Шлюев    |
| Кормилица          | Г. Иунихина                   |                     |             |
| Брат Лоренцо       | засл. арт. РФ В. Дяденистов   |                     |             |
| Князь Вероны       | засл. арт. РФ Б. Вивчаровский |                     |             |
| Синьор Капулетти   | засл. арт. РФ А. Трофимов     |                     |             |
| Синьора Капулетти  | Т. Ворончихина                |                     |             |
| Синьор Монтекки    | засл. арт. РФ А. Кавин        |                     |             |
| Послушник          | Д. Буцкий                     |                     |             |

### Призрак
| Сэр Джон, призрак замка Кентервиль            | В. Пронин                     | К. Шлюев    |
| Мистер Отис                                   | засл. арт. РФ Александр Кавин |             |
| Миссис Отис                                   | Т. Ворончихина                |             |
| Джордж Отис                                   | О. Провоторов                 | Я. Баярунас |
| Вирджиния Отис                                | А. Мурзагалиева               | К. Трухина  |
| Чарльз Уолтер, библиотекарь Британского музея | А. Бондаренко                 |             |
| Дороти, экономка Кентервиль-холла             | Г. Иунихина                   |             |
| Портрет леди Абигайль                         | К. Савченко                   |             |
| Портрет сэра Джеймса                          | К. Шлюев                      | В. Пронин   |
| Портрет сэра Эдуарда                          | Д. Буцкий                     |             |
| Аукционист                                    | К. Шлюев                      |             |